# 대한민국 민법 제222조
대한민국 민법 제222조는 소통공사권에 대한 민법조문이다.

## 조문
제222조(소통공사권) 흐르는 물이 저지에서 폐색된 때에는 고지소유자는 자비로 소통에 필요한 공사를 할 수 있다.